# Educación, ciencia e investigación en Medellín

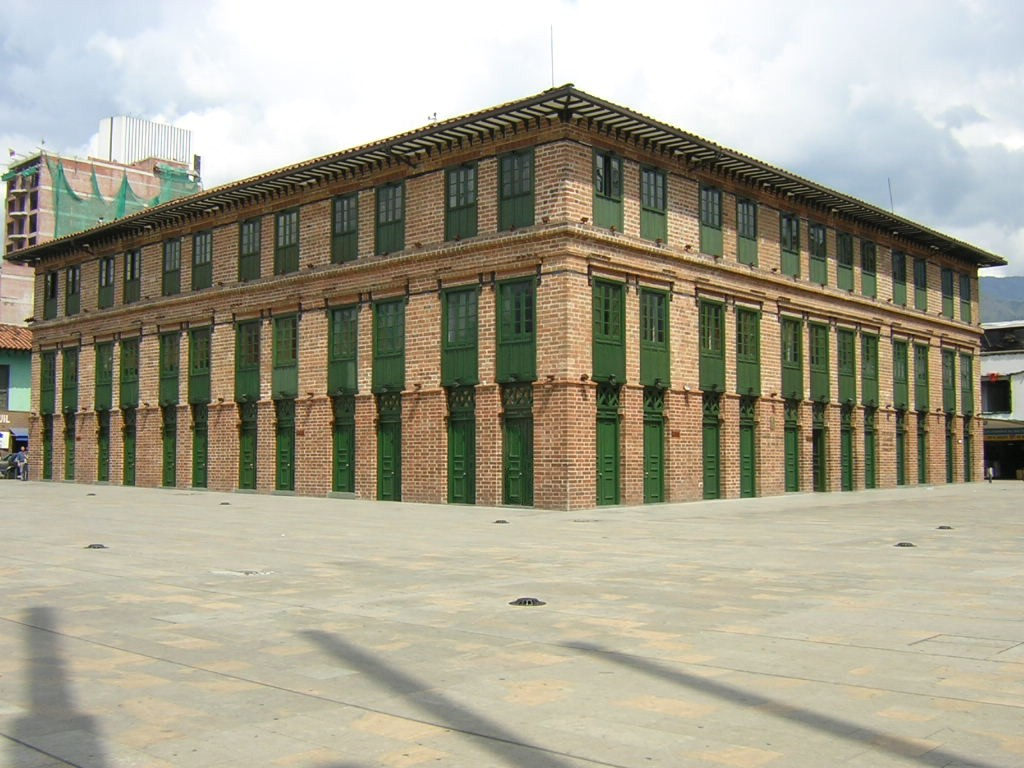
Edificio Carre, sede actual de la Secretaría de Educación de Medellín. Colombia.

La ciudad de Medellín es uno de los principales centros de educación, ciencia e investigación de Colombia. Como polo de desarrollo económico, la ciudad cuenta con múltiples centros educativos, muchos de los cuales son de altura internacional. 
Es ciudad universitaria, científica y de la investigación en diferentes campos del saber, y es meca de preparación profesional para muchos jóvenes de otras latitudes del país. 

## Historia
La historia de la educación en Medellín transcurre paralela a la historia de la educación en los principales ejes urbanos del país. Desde el tiempo de la colonia la educación se limitaba solo a las clases privilegiadas, excluyendo a las mujeres y las clases populares. La educación en la ciudad, desde sus más tempranos inicios de su desarrollo como centro urbano principal, se vio enmarcada por el actuar exclusivo de la Iglesia católica. La educación en una ciudad y una región como la paisa considerada como esencial y exclusivamente católica, estaba en manos de comunidades religiosas y de la Iglesia de Medellín. Entre ellos pueden destacarse figuras como los Hermanos de La Salle, las Hermanas de la Presentación, los Salesianos de Don Bosco y otros grupos católicos. Estos últimos en especial fueron los primeros que se preocuparon de la educación de las clases más populares de la ciudad, sin desvirtuar el trabajo de otros grupos que no estuvieron lejos de las clases obreras. Los procesos de modernización devolverían paulatinamente la plena autoridad de la educación al Estado y con ello la popularización de la educación, especialmente hacia las clases menos favorecidas.
La ciudad de Medellín cuenta con una gran variedad de colegios de muy buena calidad tanto públicos como privados. Los públicos han sufrido una renovación increíble dotándolos de unas instalaciones excelentes tras las administraciones de los alcaldes Fajardo y Salazar. Estos todavía se encuentran en una etapa de consolidación de resultados pero que en todo caso se apetecen muy prometedores. Entre los privados cuentan con una mayor antigüedad ya que varios de ellos ya han cumplido más de cien años, entre colegios católicos, judíos y no religiosos. Se destacan en la zona del suroriente: Colegio San José de La Salle, Theodoro Hertzl, La Enseñanza, El San José de las Vegas, Pinares, Manzanares, La Colina, los Cedros, el Montessori, el Marymount, Colombus School, el Vermont, Fontán, Palermo de San Josá. Ya en el área metropoliatna se encuentran Colegios como el Benedictinos, La salle de Envigado. Laureles y Belén:  El Colegio Corazonista, San Ignacio de Loyola, Jesús María, UPB, Behtlemitas, San Carlos de La Salle, Colombo Británico, El Teresiano, El Francés, El Londres, El Leonardo Da Vinci, El Alemán, El Colombo Canadiense, Hontanares, Horizontes, Triángulo, Semianrio Corazonista, El Teodhoro Hertzl, entre muchos otros que hacen de Medellín una ciudad con una suprema calidad académica.

## La educación superior

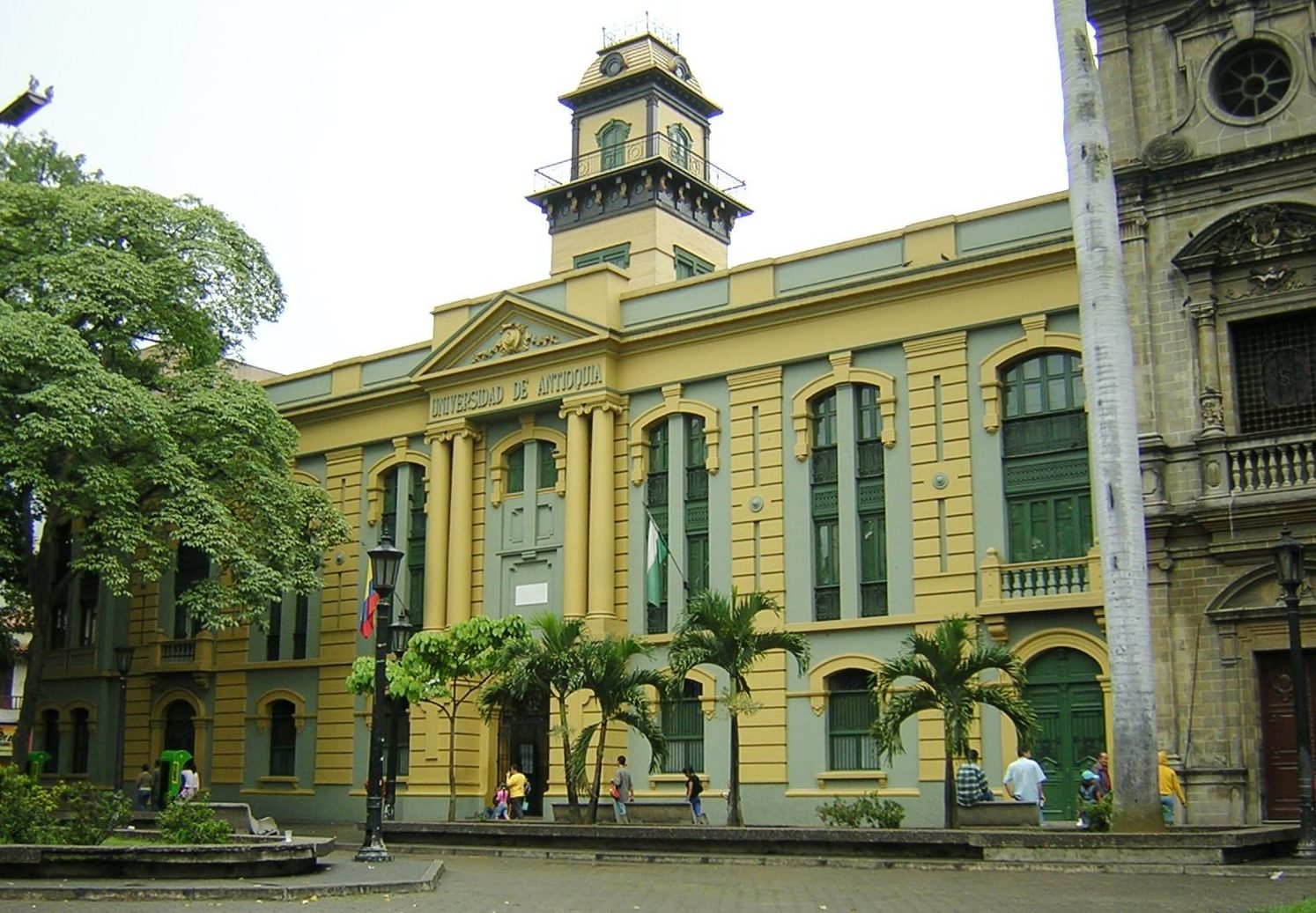
Edificio San Ignacio, Universidad de Antioquia. Es una de las construcciones más antiguas de Medellín. Se empezó a construir en 1803 y fue remodelado en 1916 al estilo Republicano. Declarado Monumento Nacional en 1982 por el Gobierno de Colombia. (29 de mayo de 2006).

De la misma manera, la ciudad comenzó el desarrollo de la educación superior desde principios del siglo XX. Si antes los jóvenes de las clases altas, como en todo el país, tenían que emigrar hacia Europa para adelantar estudios superiores, esos mismos jóvenes ya profesionales volverían a dar inicio a experiencias serias de educación superior. Una de las principales sería la Universidad de Antioquia, que en sus inicios fue conocida como el Colegio de Franciscanos (1803) fundada por la Orden Franciscana. La Universidad Nacional abriría su sede en Medellín una vez la Facultad de Minas pasa a ser parte de ella. La Universidad Pontificia Bolivariana sería el gran aporte de la Iglesia católica a la educación superior, aunque está centrada más hacia las clases altas. El Tecnológico de Antioquia abre la educación sin ningún tipo de fronteras en el departamento de Antioquia.
Todas esas experiencias de educación superior, tendrían a lo largo y ancho del siglo XX una incidencia profunda en el desarrollo de la ciudad en todos los campos: tecnificación, investigación, promoción cultural, y otros no menos importantes. Si Medellín tiene experiencias en materia científica e investigativa, se debe en su totalidad al desarrollo de la educación superior. Actualmente la oferta de centros superiores es considerable y alta, pero el desmesurado crecimiento urbano hace que la demanda sea muy superior a la oferta, y muchos jóvenes se quedan sin la oportunidad de acceder a la educación superior o tecnológica.

## Educación de las clases populares
El nivel de analfabetismo en la ciudad es actualmente cero, pero ello no significa una total atención a toda la población de la ciudad en materia educativa. Las clases marginales en consecuencia están por debajo de las posibilidades reales de una educación completa, dado sea por la propia incapacidad de acceder a un centro educativo, sea por la carencia de los mismos o la carencia de espacios adecuados. Por otro lado en Medellín la educación superior, la cual está en gran parte dirigida por la Iglesia católica, está orientada a las clases altas. Familias de clases populares en Medellín carecen de los recursos necesarios para acceder a la educación privada que es costosa, con algunas excepciones de instituciones privadas en barrios populares. Los educadores oficiales en Colombia no tienen todavía toda la atención del Estado en materia de recursos que les permita dedicarse de manera completa y sin conflictos a la educación como en países industrializados. Colombia invierte más su presupuesto nacional en defensa y seguridad nacional, que en educación. Se puede concluir entonces que la educación de las clases populares en Medellín todavía no es la respuesta conveniente a la demanda de una ciudad cuya población es en su mayoría joven (ver Estudios demográficos de Medellín, Colombia). Dicho aspecto influye diametralmente en el fenómeno de violencia urbana (ver violencia urbana en Medellín, Colombia), dado que la misma escuela se vuelve también víctima de dicha violencia (amenaza a profesores, riñas entre pandillas, etc.). 

## Ciudad científica
Uno de los principales campos de desarrollo científico lo constituye la medicina. Ello le ha dado un renombre a la ciudad no sólo en el campo nacional sino internacional, lo que la hace meca de muchas personas que llegan en busca de esos expertos, incluso de países con un avance superior en medicina como los Estados Unidos. Son célebres los trasplantes de órganos y médula ósea. El principal centro de investigación en la materia lo constituye la Facultad de Medicina de la Universidad de Antioquia, especialmente en las investigaciones que se adelantan sobre el mal de Alzheimer. 
Otros campos tienen que ver con las ciencias sociales por parte de las principales universidades. En sus bibliotecas y archivos se pueden encontrar innumerables investigaciones sobre temas como la sociología, la cultura, la psicología y otros, todos sobre terrenos nacionales: estudios demográficos, culturas indígenas, historia nacional y análisis de los conflictos sociopolíticos de Colombia, entre otros. La guerra de las mafias que se desató en la ciudad en los años 80 y evidenció una realidad más dura y compleja de pobreza y marginalidad en Medellín, abrió las puertas a una oleada de investigadores sociales y de la comunicación que de alguna manera contribuyeron a descubrir y entender los conflictos sociales de la ciudad y a abrir perspectivas.
De los centros de educación superior la ciudad ha generado un ejército de estudiosos, intelectuales, filósofos y escritores de todo género. El más célebre en los últimos tiempos es sin duda Estanislao Zuleta, cuya figura se alza no sólo en el plano nacional, sino internacional, por su pensamiento visionario en torno a la educación y la cultura.

## Investigación

### Corporación de Investigaciones Biológicas
La Corporación para Investigaciones Biológicas, CIB, comenzó a funcionar en abril de 1978 en la ciudad de Medellín (Antioquia) como organización privada para el diagnóstico de las enfermedades causadas por hongos, parásitos y bacterias, así como de algunos problemas inmunes y genéticos. Trabaja en investigación básica, clínica y desarrollo tecnológico en el área de las ciencias biológicas. Participa en la formación de investigadores, la prestación de servicios especializados y la divulgación académica. Busca también, con los resultados de sus investigaciones, estrechar las relaciones con el sector productivo, con el fin de fortalecer la innovación y la transferencia tecnolóhttps://web.archive.org/web/20131029202035/http://www.cib.org.co/web/

### Investigación y salud
La ciudad es pionera en investigación en varios frentes. Las universidades de Medellín tienen el mayor número de proyectos de investigación registrados ante Colciencias, entidad gubernamental encargada de financiar estas iniciativas. En el campo de la salud, la ciudad ha alcanzado renombre entre la comunidad científica internacional por los éxitos obtenidos en el campo de los trasplantes de riñón -se realizaron 250 el año pasado-, páncreas, hígado, pulmón, médula ósea, corazón.
En 30 años, los grupos de trasplantes del hospital universitario San Vicente de Paúl y de la Clínica Cardiovascular han realizado 3.300 intervenciones de este tipo, de las cuales la más reciente fue el trasplante de tráquea.